# Mirosław Adamczyk

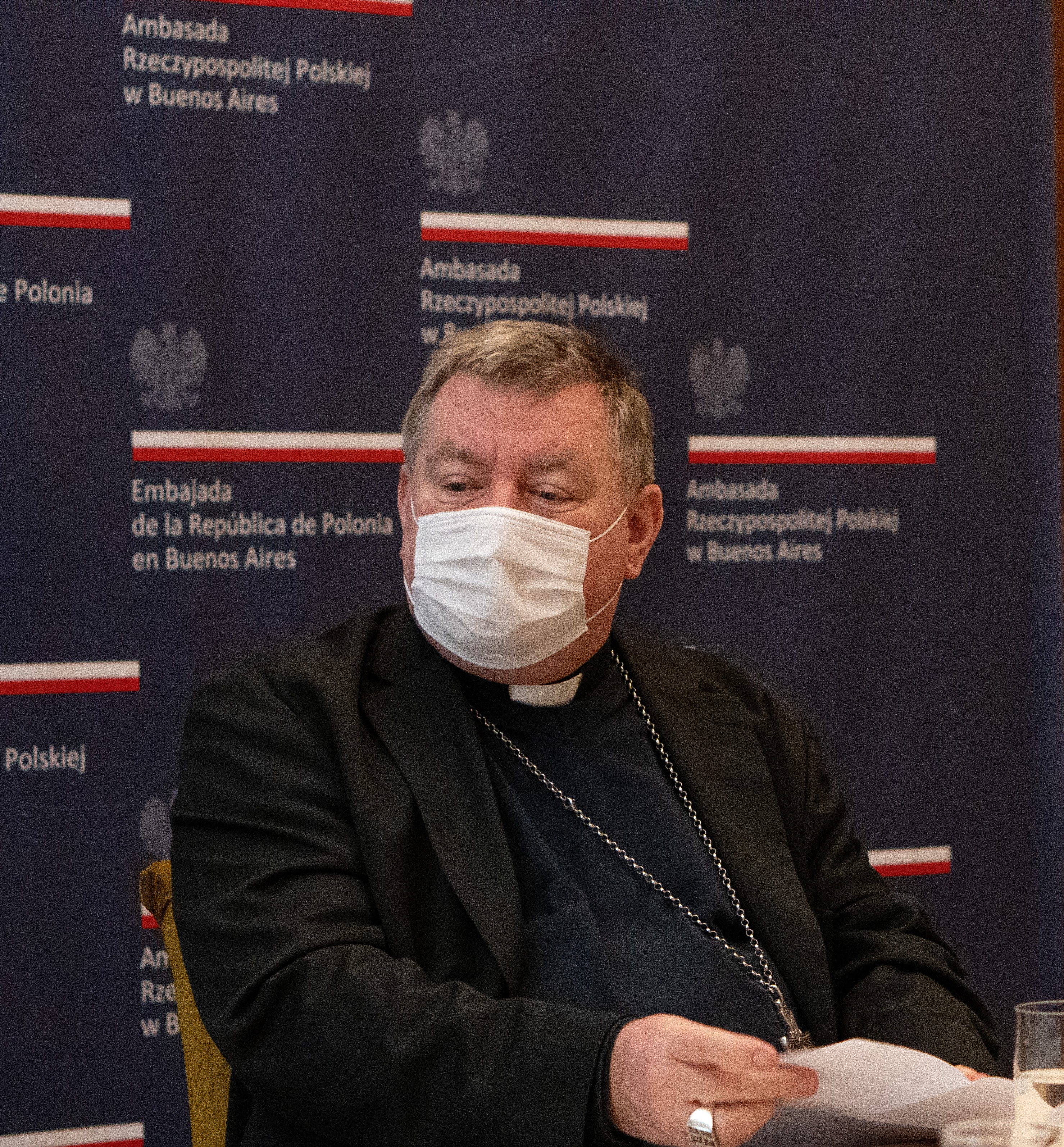
Mirosław Adamczyk (2021)

Wappen von Mirosław Adamczyk.

Mirosław Adamczyk (* 16. Juli 1962 in Gdańsk) ist ein polnischer Geistlicher, römisch-katholischer Erzbischof und Diplomat des Heiligen Stuhls.

## Leben
Mirosław Adamczyk empfing am 16. Mai 1987 die Priesterweihe.
Papst Benedikt XVI. ernannte ihn am 22. Februar 2013 zum Apostolischen Nuntius in Liberia und Titularerzbischof pro hac vice von Otriculum. Der Erzbischof von Warschau, Kazimierz Kardinal Nycz, spendete ihm am 27. April des Jahres die Bischofsweihe; Mitkonsekratoren waren Savio Hon Tai-Fai SDB, Sekretär der Kongregation für die Evangelisierung der Völker, und Sławoj Leszek Głódź, Erzbischof von Danzig.
Am 8. Juni 2013 ernannte ihn Papst Franziskus zum Apostolischen Nuntius in Gambia, am 21. September des Jahres zum Apostolischen Nuntius in Sierra Leone. Am 12. August 2017 ernannte ihn Papst Franziskus zum Apostolischen Nuntius in Panama und am 22. Februar 2020 zum Apostolischen Nuntius in Argentinien.